# Auguste Rodolphe Darblay
Pour les autres membres de la famille, voir Famille Darblay.
Auguste Rodolphe Darblay est un industriel et un homme politique français né le 15 novembre 1784 à Étampes (Seine-et-Oise, aujourd'hui Essonne) et décédé le 15 septembre 1873 à Paris.

## Biographie
Fils d'un maître de poste d'Étréchy, il développe un commerce de grains et prend une part importante à la fondation de la Société d'Agriculture. Il est le frère d'Aymé Stanislas Darblay, et a épousé Louise Conty (1783-1862).
Il est député de Seine-et-Oise de 1840 à 1849, siégeant dans la majorité gouvernementale sous la monarchie de Juillet, puis à droite sous la Deuxième République.

## Pour approfondir